# (7008) Pavlov
(7008) Pavlov  es un asteroide perteneciente al cinturón de asteroides, descubierto el 23 de agosto de 1985 por Nikolái Chernyj desde el Observatorio Astrofísico de Crimea, en Rusia.

## Designación y nombre
Pavlov se designó inicialmente como 1985 QH5.
Más adelante fue nombrado en honor al astrónomo ruso Nikolái Nikifórovich Pavlov (1902-1985).

## Características orbitales
Pavlov orbita a una distancia media del Sol de 2,6777 ua, pudiendo acercarse hasta 2,0374 ua y alejarse hasta 3,3179 ua. Tiene una excentricidad de 0,2391 y una inclinación orbital de 1,9144° grados. Emplea en completar una órbita alrededor del Sol 1600 días.

## Características físicas
Su magnitud absoluta es 13,5. Tiene 7,306 km de diámetro. Su albedo se estima en 0,144.